# Maryknoll
Maryknoll – miasto w Australii, w stanie Wiktoria.